# Otto Abetz
Otto Abetz (Schwetzingen, 26 de mayo de 1903 - Langenfeld, 5 de mayo de 1958) fue embajador de la Alemania nazi ante la Francia de Vichy, durante la Segunda Guerra Mundial.
Fue arrestado en 1945 por crímenes contra la humanidad y sentenciado a 20 años de trabajos forzados en julio de 1949. Fue puesto en libertad en abril de 1954 y murió en un accidente automovilístico en mayo de 1958.

## Biografía
Nació en Schwetzingen, estudió en el Liceo Clásico y posteriormente en la Academia de Bellas Artes de Karlsruhe. Ejerció como profesor de Dibujo y de Historia del Arte.
En 1927 fue jefe de las Asociaciones de Juventudes de Karlsruhe, uniéndose al partido nazi en 1931. 
Apasionado por el acercamiento entre Alemania y Francia, en 1932 contrajo matrimonio con una ciudadana francesa. De 1934 a 1939, publica con Fritz Bran una revista, los Cahiers franco-allemands (Cuadernos franco-alemanes), cuya finalidad era propagar la ideología nazi en los medios intelectuales franceses. Colaboró igualmente con Baldur von Schirach, el líder de las Juventudes Hitlerianas, al que ayudó como consejero en asuntos relativos a Francia.
Entrado en el servicio diplomático alemán en 1935, representa a Alemania en Francia en 1938 y 1939, siendo expulsado con la declaración de guerra de Francia a Alemania.
Trabajó para la puesta en marcha de una política de colaboración con, especialmente, su amigo el periodista Jean Luchaire, que será fusilado con la depuración tras la guerra.
El 8 de julio de 1940, tras el armisticio entre Francia y Alemania, es enviado nuevamente a Francia. Nombrado embajador en noviembre de 1940, conservó dicho cargo hasta 1944. Durante su mandato como embajador, para el que fue elegido por el propio Adolf Hitler, favoreció las actitudes de colaboracionismo de los franceses respecto de la ocupación alemana.
En julio de 1949, el Tribunal Militar de París le condenó a 20 años de trabajos forzados por crímenes de guerra, particularmente por su papel en la organización de la deportación de los judíos desde Francia hacia los campos de exterminioy su relación con el campo de internamiento de Drancy
Fue liberado en abril de 1954.
Murió en 1958 por accidente de coche.

## Publicaciones
- Pétain et les Allemands. Mémorandum d'Abetz sur les rapports franco-allemands, París, Gaucher, 1948.
- D'une prison. Précédé du Procès Abetz vu par Jean Bernard-Derosne. Suivi des principales dépositions, du réquisitoire et de la plaidoirie de Me René Floriot, Paris, Amiot-Dumont, 1950.
- Histoire d'une politique franco-allemande (1930-1950). Mémoires d'un ambassadeur, Paris, Delamain et Boutelleau, 1953.